# Шмецер, Брайан
Бра́йан Шме́цер (англ. Brian Schmetzer; род. 18 августа 1962, Сиэтл, Вашингтон) — американский футболист, игрок в шоубол и тренер. С 2016 года — главный тренер футбольного клуба «Сиэтл Саундерс».

## Биография

### Ранние годы
Шмецер родился и вырос в Сиэтле. Учился в старшей школе имени Нейтана Хейла. Постигал азы футбола под руководством своего отца Вальтера (Уолта-старшего), тренируясь в его молодёжной команде «Лейк-Сити Хокс», которая выиграла несколько чемпионатов штата. Вальтер — уроженец Германии, играл в третьем немецком дивизионе, прежде чем иммигрировать в США в начале 1960-х годов, где обосновался в штате Вашингтон и открыл магазин спортивных товаров Sporthaus в Лейк-Сити.

### Карьера игрока
После окончания старшей школы Шмецер решил отказаться от колледжа и подписал контракт с командой Североамериканской футбольной лиги «Сиэтл Саундерс» в 1980 году. Играл за шоубольный состав «Саундерс» в сезоне 1980/81. За футбольный состав «Саундерс» дебютировал в сезоне 1982, сыграв шесть матчей. Регулярно играть начал в сезоне 1983. Свой первый гол за «Саундерс» забил 25 июня 1983 года в матче против «Сан-Диего Сокерз». По окончании сезона 1983 команда «Сиэтл Саундерс» прекратила существование.
Шмецер выступал за команду «Талса Рафнекс»: играл в шоубол в сезоне 1983/84, в футбол — в сезоне 1984. После завершения сезона 1984 Североамериканская футбольная лига закрылась.
Шмецер играл в шоубол за команду «Сан-Диего Сокерз» в MISL. Провёл в «Сокерз» четыре сезона, выиграв чемпионский титул в трёх из них: 1984/85, 1985/86, 1987/88.
В 1985 году Брайан на правах аренды выступал в клубе Западного футбольного альянса «Сиэтл», где к нему присоединились его младшие братья — Энди и Уолт-младший.
17 августа 1988 года Шмецер перешёл в команду «Такома Старз», подписав двухлетний контракт. Находясь там, он одновременно играл и начал свою тренерскую карьеру в качестве помощника главного тренера.
16 августа 1990 года Шмецер подписал с командой «Сент-Луис Сторм» однолетний контракт. По окончании сезона 1990/91 он завершил игровую карьеру из-за проблем с плечом.
В 1994 году Шмецер возобновил карьеру в новообразованном клубе Американской профессиональной футбольной лиги «Сиэтл Саундерс», подписав годичный контракт.
В 1995 году Шмецер играл за команду Континентальной лиги шоубола «Сиэтл Сидогз», после того как в возрасте 32 лет был выбран на драфте лиги.

### Тренерская карьера
В 1995 году Шмецер начал ассистировать главному тренеру «Сиэтл Сидогз» Фернандо Клавихо. В 1997 году команда прекратила существование вместе с Континентальной лигой шоубола.
Шмецер провёл несколько лет в футбольном клубе «Эмералд Сити», тренируя юношей, а также занимался строительным бизнесом совместно с Диком Маккормиком.
В ноябре 2001 года Шмецер был назначен главным тренером «Сиэтл Саундерс». В регулярном чемпионате сезона 2002 клуб финишировал со вторым лучшим результатом в истории Эй-лиге, и Шмецер был назван тренером года. В сезоне 2004 «Саундерс» дошёл до финала Эй-лиги, где проиграл «Монреаль Импакт». В сезоне 2005 «Саундерс» снова вышел в финал, уже в рамках Первого дивизиона ЮСЛ, где обыграл «Ричмонд Кикерс» по пенальти и завоевал чемпионский титул. В сезоне 2007 клуб стал лучшим в регулярном первенстве, за что был награждён Кубком комиссионера, и, обыграв в финале «Атланту Силвербэкс», во второй раз выиграл чемпионат ЮСЛ-1.
Шмецер был кандидатом на должность главного тренера нового «Сиэтл Саундерс» перед вступлением клуба в MLS в 2009 году. В конечном итоге на пост был утверждён Зиги Шмид, а Шмецер стал его ассистентом. Шмецер подменял Шмида в качестве главного тренера клуба четыре раза с 2009 по 2015 годы, выиграв три матча и проиграв один. Во время работы помощником тренера Шмецер проходил собеседование на должности главного тренера в «Монреаль Импакт» в 2011 году и в «Далласе» в 2013 году.
После отставки Шмида 26 июля 2016 года Шмецеру было поручено исполнять обязанности главного тренера «Саундерс». 2 ноября 2016 года, после того как «Саундерс» вышел в плей-офф, Шмецер был объявлен постоянным главным тренером клуба. 10 декабря 2016 года в матче за Кубок MLS «Сиэтл» победил «Торонто» в серии пенальти, впервые завоевав чемпионский титул. В 2017 году команды вновь встретились в финале сезона, и канадский клуб взял реванш. В сезоне 2019, в третий раз за четыре года, «Сиэтл» сразился с «Торонто» за Кубок MLS и выиграл, отпраздновав второе чемпионство. В сезоне 2020 «Саундерс» ещё раз дошёл до финального матча, но проиграл там «Коламбус Крю». 25 января 2021 года Шмецер продлил контракт с «Сиэтл Саундерс» на несколько лет.

## Достижения
Как игрока
Командные
 «Сан-Диего Сокерз»
- Чемпион MISL: 1984/85, 1985/86, 1987/88

Как тренера
Командные
 «Сиэтл Саундерс» (USL)
- Чемпион Первого дивизиона ЮСЛ[англ.]: 2005, 2007
- Обладатель Кубка комиссионера (победитель регулярного чемпионата Первого дивизиона ЮСЛ[англ.]): 2007

 «Сиэтл Саундерс»
- Чемпион MLS (обладатель Кубка MLS): 2016, 2019

Индивидуальные
- Тренер года в Эй-лиге[англ.]: 2002